# SPORTS STADIUM
『SPORTS STADIUM』（スポーツスタジアム）は、1997年4月6日から2021年3月21日まで日本テレビ系列中京テレビで放送されていたスポーツ情報番組である。2015年10月4日放送分からは『スポーツスタジアム☆魂』（スポーツスタジアム たましい）と題して放送していた。通称「スポスタ」あるいは「SS」。

## 概要
日曜17:00枠で放送されていた『行け!行け!!ドラゴンズ』と日曜17:15枠で放送されていた『Viva!グランパス』を統合する形でスタートした番組で、毎回中日ドラゴンズ関連の情報と名古屋グランパスエイト関連の情報を伝えている。ドラゴンズを題材にした番組としては『週刊ドラドラ生放送』から数えて8代目、グランパスを題材にした番組としては2代目（『Viva!グランパス』とその前身の『Viva!サッカー』を別番組として捉えた場合は3代目）である。これまで中京テレビが製作してきたスポーツ情報番組群の中では最長の放送期間を記録し続けている。
『SPORTS STADIUM』というタイトルを冠していながら毎回特集するのはプロ野球とJリーグで、それ以外のスポーツを取り上げる機会は非常に少ないが、2002年まではボクシングも同等の扱いで特集していたことがある。また、2008年4月20日放送分では中京テレビ主催のビーチバレー大会のPRを兼ねて、同大会に出場する地元三重県出身者の浅尾美和を特集した。その一方で、一時期グランパス関連の情報コーナーを休止していたこともある。
番組開始17年目となる2013年4月7日放送分からは『スポーツスタジアム晴』と題し、地元名古屋市出身者の加藤晴彦をメインキャスターに迎えて行われていた。
2015年9月27日放送分をもって加藤が番組を卒業。翌週の10月4日放送分からは番組タイトルが『スポーツスタジアム☆魂』となり、それまでサブキャスターを務めていた吉田太一（中京テレビアナウンサー）がメインに昇格し、サブキャスターに平山雅（同局アナウンサー）を迎えてリニューアルした。
2017年9月24日放送分をもって平山雅が番組を卒業。翌週の10月1日放送分からは平山雅に代わり、サブキャスターに望月杏夏（同局アナウンサー）を迎えた。
2019年6月16日放送分をもって吉田太一アナウンサーが編成部へ移動に伴い卒業した。

## シリーズの終焉
2021年3月21日をもって番組終了。これにより1997年4月から放送された『SPORTS STADIUM』から始まった「スポーツスタジアム」シリーズは24年の放送に幕を閉じた。事実上の後継番組には『月刊ハラスポ』が開始された。

## 放送時間
いずれも日本標準時。
- 日曜 17:00 - 17:30 （1997年4月6日 - 2015年3月29日） - 2015年3月29日放送分のみ16:55からの35分枠で放送。
- 日曜 16:55 - 17:25 （2015年4月5日 - 2015年9月27日） - 5分繰り上げ。

## 出演者
- 表記が無い人物は、出演時点で中京テレビアナウンサー。

### 現在の出演者

#### キャスター
- 望月杏夏 - 2017年10月から出演。

#### コメンテーター
- 村上佳菜子（プロフィギュアスケーター）- 不定期出演。

元プロ野球選手
- 立浪和義 - 不定期出演。
- 湊川誠隆 - 2012年2月12日放送分から出演。
- 森野将彦 - 2019年11月24日放送分から出演。
- 大西崇之 - 2019年11月から出演。
- 法元英明 - 不定期出演。
- ドラゴンズ特集やグランパス特集を行う際には、企画単位で解説者が単発出演することがある。また、2008年12月7日放送分出演の岡山哲也のように、グランパス特集の実施中にOB選手が出演することもある。

#### ナレーター
- 榊原忠美（俳優）- 2000年10月から担当。

### 過去の出演者

#### キャスター
- きくち教児（タレント）- 初期に出演[3]。
- 桐生順子 - 初期に出演[3]。
- 板谷学 - 1999年から[4]2000年9月まで出演。
- 本多小百合 - 2000年10月から2002年3月まで出演。
- 佐藤啓 - 2000年10月から2009年9月まで出演。
- 前田麻衣子 - 2002年から2005年まで出演。
- 鶴木陽子 - 2005年から2009年3月まで出演。
- 尾原秀三 - 2009年10月から2012年6月まで出演。
- 鹿内美沙 - 2009年4月から2013年3月まで出演。
- 鈴木理香子 - 2013年4月から2015年3月まで出演。
- 加藤晴彦 - 2013年4月から2015年9月まで出演。
- 平山雅 - 2015年10月から2017年9月まで出演。
- 吉田太一 - 2014年8月から不定期出演した後、2015年4月からキャスターを務めていたが2019年6月16日編成部へ異動に伴い降板[5][6]。

#### コメンテーター
- 高橋三千丈（当時日本テレビ・中京テレビ・東海ラジオ野球解説者） - 初期に出演[3]。
- 宮田征典（当時中京テレビ・RFラジオ日本野球解説者）
- 川又米利（当時日本テレビ・中京テレビ・東海ラジオ野球解説者）
- 内藤尚行（RFラジオ日本・J SPORTS野球解説者）
- 高代延博（当時野球解説者）
- 青戸慎司（元陸上・ボブスレー五輪代表）
- 渡辺伴子（元ソフトボール五輪代表）
- 森山泰行（元Jリーグ選手）
- 落合英二（当時野球解説者）
- 井上一樹（当時野球解説者、元プロ野球選手）- 不定期出演。（2011年10月‐2019年10月27日）

#### リポーター
- 神浩司 - 初期にサッカー専門のリポーターとして出演[3]。

## スタッフ
- ディレクター：長谷川雅宏 → 浦田直洋 → 室明奈、下畑拓郎
- 構成：今井とおる
- 演出：庄本武司 → 長谷川雅宏 → 五十嵐智明 → 松井優
- プロデューサー：藤本明
- 協力：第一舞台、スター、CTV MID ENJIN （2011年7月以降）
- 製作著作：中京テレビ

## 主な企画
他局のドラゴンズ情報番組との差別化を図るためか、比較的バラエティに富んだ企画・特集を組むことが多い。

### スポスタ鍋企画
2006年のシーズンオフから行われている企画で、毎回ドラゴンズの選手1人をゲストに呼び、名古屋市内にある料亭などで鍋を囲みながら様々なエピソードを暴露する。『週刊ドラドラ生放送』時代からのスポンサーであるサッポロビールがスポンサーに付いている関係から、参加者はサッポロビール黒ラベルやヱビスビールなどを飲みながら企画を進める。基本的にこの企画には佐藤啓と川又米利（佐藤降板後の2009年からは尾原秀三と川又）が参加しているが、立浪和義が出演した2007年12月2日放送分では佐藤と川又は担当から外れ、より立浪との関わりが深い橋本清と片岡篤史が代わって担当した。一度新婚当時の井端弘和宅で収録したことがあり、その際には元テレビ朝日アナウンサーの明子夫人の手作り鍋を堪能した。
| 放送日         | タイトル               | ゲスト                                                               | 収録場所                | 聞き手           | 備考                                        |
| -------------- | ---------------------- | -------------------------------------------------------------------- | ----------------------- | ---------------- | ------------------------------------------- |
| 2006年度       | 第1回PL鍋              | 立浪和義、橋本清、片岡篤史                                           |                         | 無し             |                                             |
| 2007年12月2日  | 第2回PL鍋              | 立浪和義、橋本清、片岡篤史                                           | 割烹 博多               | 無し             |                                             |
| 2007年12月23日 | 爆笑！荒木鍋           | 荒木雅博                                                             | 木曽路 名駅IMAIビル店   | 佐藤啓、川又米利 |                                             |
| 2007年12月30日 | 井端自宅で鍋           | 井端弘和                                                             | 井端弘和の自宅          | 佐藤啓、川又米利 |                                             |
| 2008年1月6日   | 二冠王鍋               | 山崎武司                                                             |                         |                  |                                             |
| 2008年1月13日  | 朝倉鍋                 | 朝倉健太                                                             |                         |                  |                                             |
| 2008年1月20日  | 新戦力鍋               | 和田一浩                                                             |                         |                  |                                             |
| 2008年1月27日  | 中村紀洋鍋             | 中村紀洋、ドアラ                                                     |                         |                  |                                             |
| 2009年1月11日  | 第3回PL鍋              | 立浪和義、橋本清、片岡篤史、野村弘樹                                 | 割烹 博多               | 無し             |                                             |
| 2009年1月25日  | 井上ドアラ鍋           | 井上一樹、ドアラ                                                     | スギモト                | 佐藤啓、川又米利 |                                             |
| 2009年12月20日 | 第4回PL鍋              | 立浪和義、橋本清、片岡篤史                                           | 割烹 博多               | 無し             | この回でPL鍋は最終回                        |
| 2010年12月12日 | 昭和60年会鍋           | 大島洋平、堂上剛裕、山内壮馬、谷哲也、中川裕貴                       |                         | 無し             |                                             |
| 2011年1月16日  | 駒澤大学鍋             | 新井良太、野本圭、大島洋平                                           | 割烹 博多               | 無し             |                                             |
| 2011年12月25日 | 新打撃コーチ鍋         | 井上一樹                                                             | さがみ庭                | 川又米利         |                                             |
| 2012年1月8日   | 復活鍋                 | 山崎武司                                                             |                         | 川又米利         |                                             |
| 2012年1月15日  | 師弟鍋                 | 吉見一起、大野雄大                                                   | 創作会席京料理 京多志津 | 内藤尚行         |                                             |
| 2012年1月22日  | 2軍首脳陣鍋            | 鈴木孝政、川又米利、中村武志                                         | 割烹 博多               | 無し             | 1月19日のドラゴンズスタッフ会議の当日に収録 |
| 2012年2月26日  | 盟友鍋                 | 山本昌広、中村武志                                                   | 居酒屋 恩納まつり       | 無し             |                                             |
| 2012年6月3日   | 昭和60年会の集い       | 大島洋平、堂上剛裕、山内壮馬                                         | 桃○                     | 無し             | 5月31日の試合終了後1時間後に収録            |
| 2012年12月2日  | フル回転鍋             | 山井大介、小林正人                                                   | 割烹 博多               | 湊川誠隆         |                                             |
| 2012年12月23日 | 沖縄吉見組鍋           | 吉見一起、小林正人、大野雄大、西川健太郎、小熊凌祐、住田ワタリコーチ |                         | 内藤尚行         | 沖縄の自主トレ時に収録                      |
| 2013年1月27日  | 若手リリーバー同級生鍋 | 田島慎二、武藤祐太                                                   | 別館ツル                | 湊川誠隆         |                                             |

### グラサン座談会
ドラゴンズ担当のK又（川又米利）、ジャイアンツ担当のM本（宮本和知）、タイガース担当のK藤（川藤幸三）による、放送コードすれすれも辞さないようなセ・リーグペナントレースを展望する座談会。一応「覆面座談会」なので、3人ともサングラスを着用して参加する。
| 回数  | 放送日         | 収録日         | 備考                                                     |
| ----- | -------------- | -------------- | -------------------------------------------------------- |
| 第1回 | 2007年9月2日   |                |                                                          |
| 第2回 | 2008年6月22日  |                |                                                          |
| 第3回 | 2008年10月12日 | 2008年10月10日 | 巨人優勝日の午後にたまたま収録された                     |
| 第4回 | 2009年9月13日  |                |                                                          |
| 第5回 | 2011年9月25日  | 2011年9月21日  | この回ではGオスN藤（内藤尚行）がヤクルト担当として初参加 |

### THE実況
2007年11月18日放送分から行われている企画で、佐藤啓とゲスト出演者1人がヘッドマイクを付けて放送席に座り、試合の映像を見ながら対談を行う。放送初回では当時の先発投手・山井大介が出演し、2007年11月1日にドラゴンズが日本一を決めた試合での交代劇について語った。

### ドラゴンズ思い出の名場面
2007年のシーズンオフから番組のエンディングで行われているコーナー。思い出の名場面を映像と番組ナレーターの声で振り返る。2007年12月2日放送分からはスカパー!e2がスポンサーに付いたため、以後は「スカパー!e2 presents ドラゴンズ思い出の名場面」と題して行われている。

### ○○だけシリーズ
主に東京ドームで行われる巨人×中日戦において中京テレビが専用のカメラを出し、ドラゴンズの特定の選手だけを追うという企画。この企画では、佐藤啓は東京ドーム「日本テレビ第2放送室」にて試合を観戦し、カメラと同じく特定の選手だけのプレーを追って実況する。過去にターゲットにした選手として、トニ・ブランコやアライバ（荒木雅博と井端弘和）がいる。

## 主な特集
- 選手特集
- 同日に日本テレビが東京ドームから中継する『次の瞬間、熱くなれ。THE BASEBALL』で巨人対中日戦の放送がある時には、佐藤啓がベンチリポートを担当すると同時に、現地からのリポートを担当する川又米利（2002年4月から2005年9月までは宮田征典）との生中継を行うことがよくある。生中継であるため、その際には予告無しにドラゴンズの選手が登場したりする。なお、東京ドームからの中継をはじめとして外部からの生中継を行う際には、中京テレビ本社内のスタジオには番組出演者1名が残ることが多い。鶴木陽子が出演していた当時は、彼女がその役割を務めていた。
- ドラフト前になると、ドラフト関連の企画をよく行う。この企画では法元英明やフリーライターなどが登場し、注目選手を取り上げたりする。2008年のドラフト後はドラゴンズに関するドラフト情報のほか、ドラフト候補だったが指名無しだった星城大学の林冬樹投手および中部大学の金丸将也投手それぞれのドラフト当日の様子を特集した。また、地元出身でプロに進んだ選手は、中日以外の選手でも積極的に取材をしている。
- 2006年7月16日放送分では、かつての出演者で放送日3日前の7月13日に死去した宮田征典の追悼特集を番組後半で行った。
- 通常、巨人対中日が東京ドームなど巨人主管で行われる場合には、全国放送でない限りは東海地方での裏送りを行わないが、例外的に2012年7月1日（この日は地上波での放送無し）の試合については、本番組を16:25から拡大する形で（当日スポーツ中継が2本連続放送された都合上）、BS日テレと日テレG+の中継をそのまま放送する事実上の裏送りで放送が行われた。
- 2016年5月8日放送分では巨人対中日（東京ドーム）を本番組を16:25から拡大、BS日テレ等の中継から音声を差し替えて（解説：井上一樹、実況：吉田太一）中継。

## 備考
- 裏でNHK総合テレビの『NHKプロ野球』やCBCテレビの『侍プロ野球』などがナゴヤドームのドラゴンズ公式戦を生中継している日には、現行のドラゴンズの特集をせずに過去のドラゴンズの名選手・名場面集、あるいはグランパスやその他のスポーツの特集に差し替えることが多い。また、裏で行われている野球中継が終了した後（すなわち、この番組ラストの部分でもある）には、残りわずかな時間にドラゴンズ戦の試合結果または途中経過をねじ込むことがある。ただし、2008年5月4日放送分では当日の中日対阪神戦（中日の李炳圭が阪神の藤川球児からサヨナラ本塁打を放った試合）を中継した東海テレビがステーションブレイクを挿まずに17:30からの『FNNスーパーニュース』に繋げたため、番組は同試合の経過を伝えることができなかった。
- グランパスについて特集する「グランパススタジアム」のコーナーは、2010年9月からスカパー!で『Jリーグクラブ応援番組セレクション』として放送されている。放送は毎月第3金曜日。同番組は毎回、番組本編の前1か月間分の「グランパススタジアム」を一挙放送しているほか、独自企画としてかつてのグランパス選手の「お宝映像」を紹介するコーナーを設けている。
- 番組からのプレゼントでは、番組スポンサーのサッポロビールの1製品ほかが抽選によりプレゼントされる。このため、未成年者の応募は不可。シーズン中には、主にドラゴンズおよびグランパスの観戦チケットが対象となる（どちらか1つの場合もある）。
- 番組公式サイトには、かつて川上憲伸の専属トレーナー・加藤佑介によるドラゴンズ関連のコラムが掲載されていた。このコラムは不定期連載で、2006年4月から2007年3月まで連載されていた[7]。